# Julien Nsengiyumva
Julien Nsengiyumva (Byumba, 22 ottobre 1978) è un ex calciatore ruandese, di ruolo attaccante.

## Statistiche

### Cronologia presenze e reti in nazionale
| Cronologia completa delle presenze e delle reti in nazionale ― Ruanda | Cronologia completa delle presenze e delle reti in nazionale ― Ruanda | Cronologia completa delle presenze e delle reti in nazionale ― Ruanda | Cronologia completa delle presenze e delle reti in nazionale ― Ruanda | Cronologia completa delle presenze e delle reti in nazionale ― Ruanda | Cronologia completa delle presenze e delle reti in nazionale ― Ruanda | Cronologia completa delle presenze e delle reti in nazionale ― Ruanda | Cronologia completa delle presenze e delle reti in nazionale ― Ruanda |
| Data                                                                  | Città                                                                 | In casa                                                               | Risultato                                                             | Ospiti                                                                | Competizione                                                          | Reti                                                                  | Note                                                                  |
| --------------------------------------------------------------------- | --------------------------------------------------------------------- | --------------------------------------------------------------------- | --------------------------------------------------------------------- | --------------------------------------------------------------------- | --------------------------------------------------------------------- | --------------------------------------------------------------------- | --------------------------------------------------------------------- |
| 9-4-2000                                                              | Kigali                                                                | Ruanda                                                                | 2 – 2                                                                 | Costa d'Avorio                                                        | Qual. Mondiali 2002                                                   | 1                                                                     | 83’                                                                   |
| 23-4-2000                                                             | Abidjan                                                               | Costa d'Avorio                                                        | 2 – 0                                                                 | Ruanda                                                                | Qual. Mondiali 2002                                                   | -                                                                     | 46’                                                                   |
| 22-11-2000                                                            | Mbale                                                                 | Kenya                                                                 | 1 – 2                                                                 | Ruanda                                                                | CECAFA Cup 2000                                                       | 1                                                                     |                                                                       |
| 28-8-2004                                                             | Kitwe                                                                 | Zambia                                                                | 2 – 1                                                                 | Ruanda                                                                | Amichevole                                                            | -                                                                     | 46’                                                                   |
| Totale                                                                |                                                                       | Presenze                                                              | 4                                                                     |                                                                       | Reti                                                                  | 2                                                                     |                                                                       |